# Блакитна стежка
Блакитна стежка (порт. O Último Azul) — бразильський антиутопічний драматичний фільм 2025 року режисера Ґабрієля Маскаро. У головних ролях — Деніз Вайнберг та Родріґо Санторо. Стрічка розповідає про 77-річну Терезу, яку примусово відправляють на пенсію та передають під опіку доньки. Вона відмовляється виконати урядовий наказ про переселення літніх людей до спеціальних колоній та вирушає у власну подорож Амазонією.
Світова прем'єра фільму відбулася 16 лютого 2025 року в основному конкурсі 75-го Берлінського міжнародного кінофестивалю, де він отримав «Срібного ведмедя» — Гран-прі журі.

## Сюжет
З метою стимулювання економіки уряд створює віддалені колонії для людей похилого віку, забезпечуючи їм «комфортне завершення життя». Тереза, 77-річна жінка, несподівано опиняється учасницею цієї програми через зниження вікового порогу. Має залишатися лише кілька днів до переселення, однак вона вирішує не коритися долі й вирушає у подорож Амазонією, щоб здійснити останнє бажання — вперше полетіти літаком. Оскільки у дозволі на політ їй відмовили, Тереза таємно сідає на човен як нелегальна пасажирка та дорогою переживає численні зустрічі й пригоди. Попри труднощі й майже зірвані плани, вона використовує свої заощадження, щоб віднайти своє щастя.

## У ролях

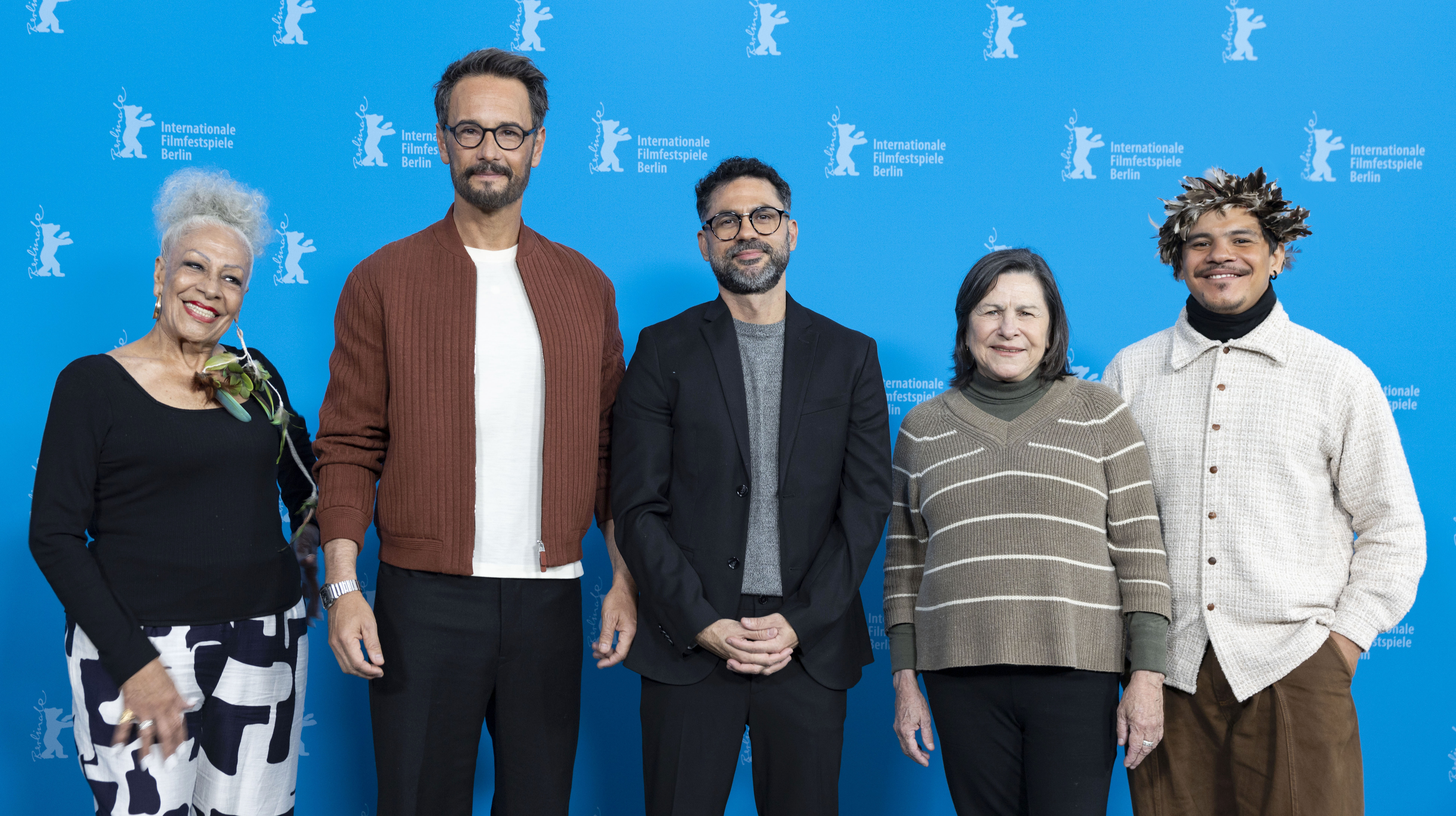
Акторський склад та режисер фільму на Берлінале (зліва направо): Міріам Сокоррас, Родріґо Санторо, Ґабрієль Маскаро, Деніз Вайнберг та Аданіло

- Деніз Вайнберг(інші мови) — Тереза
- Родріґо Санторо — Каду
- Міріам Сокоррас — Роберта
- Аданіло — Лудемір

## Прем'єра
Світова прем'єра фільму «Блактина стежка» відбулася 16 лютого 2025 року в конкурсній програмі 75-го Берлінського міжнародного кінофестивалю.
У січні 2025 року нова паризька дистриб'юторська компанія Lucky Number придбала міжнародні права на продаж фільму у складі свого першого каталогу.
Стрічку також показали у програмі Les Auteurs 49-го Гонконзького міжнародного кінофестивалю 18 квітня 2025 року, а також на 72-му Сіднейському кінофестивалі в Австралії. Вона увійшла до секції Horizons 59-го Карловарського міжнародного кінофестивалю, де демонструвалася з 4 по 9 липня 2025 року.
Фільм буде представлено у секції Centrepiece 2025 року на Міжнародному кінофестивалі в Торонто 10 вересня, а також у програмі World Cinema на Міжнародному кінофестивалі в Атлантиці 14 вересня 2025 року.

### Україна
30 жовтня 2025 року «Блакитна стежка» вийде в український прокат завдяки співпраці коміка та волонтера Василя Байдака і кінокомпанії «Артхаус Трафік». Ідея викупу прав на дистрибуцію виникла у Байдака під час запису «Цейво подкасту» разом з Іллею Дядиком, програмним директором «Артхаус Трафік». Спочатку це була жартівлива пропозиція, але згодом Байдак вирішив придбати права на показ фільму в Україні за кошти з Patreon подкасту, спільно з кінокомпанією. Він також бере участь у промоції картини, обіцявши зробити все, аби стрічка стала доступною до показу в усіх українських кінотеатрах.

## Нагороди та номінації

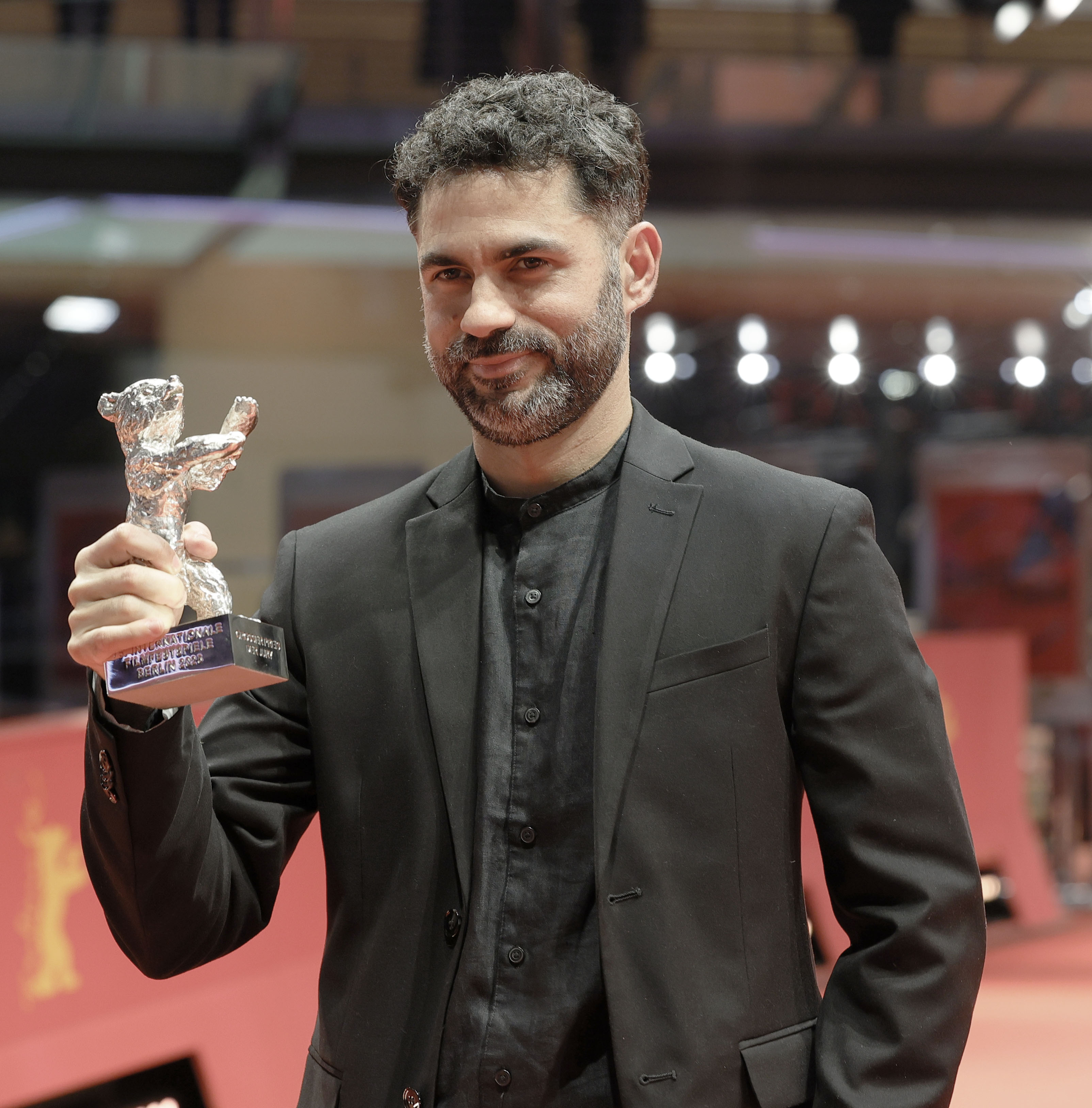
Ґабрієль Маскаро, володар «Срібного ведмедя» Берлінале 2025 року

| Фестиваль                                 | Дата            | Категорія                                        | Отримувач         | Результат | Посилання     |
| ----------------------------------------- | --------------- | ------------------------------------------------ | ----------------- | --------- | ------------- |
| Берлінський міжнародний кінофестиваль     | 23 лютого 2025  | «Золотий ведмідь»                                | «Блакитна стежка» | Номінація | [ 18 ]        |
| Берлінський міжнародний кінофестиваль     | 23 лютого 2025  | «Срібний ведмідь» — Гран-прі журі                | «Блакитна стежка» | Перемога  | [ 19 ]        |
| Берлінський міжнародний кінофестиваль     | 23 лютого 2025  | Приз екуменічного журі                           | «Блакитна стежка» | Перемога  | [ 20 ]        |
| Берлінський міжнародний кінофестиваль     | 23 лютого 2025  | Приз глядацького журі газети Berliner Morgenpost | «Блакитна стежка» | Перемога  |               |
| Гвадалахарський міжнародний кінофестиваль | 14 червня 2025  | Найкращий ібероамериканський художній фільм      | «Блакитна стежка» | Перемога  | [ 21 ]        |
| Лімський кінофестиваль                    | 16 вересня 2025 | Трофей Spondylus                                 | «Блакитна стежка» | Номінація | [ 22 ] [ 23 ] |